# Келам, Тунне
Ту́нне Ке́лам, полное имя Тунне-Вя́льдо Ке́лам, (эст. Tunne-Väldo Kelam), прежде Ту́нне Синк, род. 10 июля, 1936, волость Тахева, уезд Валгамаа, Эстония) — эстонский политик, депутат Европейского парламента от партии Союз Отечества и Res Publica, являющейся частью Европейской народной партии.

## Биография
Родился в волости Тахева Валгаского уезда (ныне в составе уезда Валгамаа).

### Учёба и начало карьеры
По окончании в 1954 году таллинской средней школы № 2 решил изучать историю в Тартуском государственном университете. После окончания университета был старшим научным сотрудником в Центральном Государственном Архиве Эстонской ССР с 1959 по 1965 год и лектором по международным отношениям общества «Знание» с 1959 по 1970 год.

### Попытка вступить вКПСС
1 июля 1963 года Тунне Келам обратился в Тартуский городской комитет Коммунистической партии Эстонии с просьбой принять его в коммунистическую партию. Обратился Келам туда после того, как безрезультатно пытался попасть в партию, написав заявление в первичную партийную организацию Государственного Центрального Исторического архива Эстонской ССР.
В заявлении Келам писал: «Сейчас, когда я оглядываюсь в прошлое, передо мной неизбежно встаёт один вопрос — почему я не вступил в ЛКСМЭ» (Ленинский Коммунистический союз молодёжи Эстонии). «Несомненно это можно полностью или частично объяснить влиянием дома (отец был верующий). Взяли ли меня, происходящего из такой семьи, вообще в такую организацию? Или не изменился бы потом дом в арену, где сталкивались бы противоположные взгляды? У меня не было ошибочного или плохого представления о комсомоле, но в решающий момент я с учётом всего предыдущего оставался пассивным. И только в университете я полностью избавился от влияния прошлого, овладев основами ясного мировоззрения.» В заключение Келам пишет о желании «внести свой посильный вклад в великое дело строительства коммунизма и принадлежать к передовому и организованному отряду — КПСС».
Рекомендацию ему дал преподаватель истории КПСС Тартуского государственного университета Йоханнес Калиц (Johannes Kalits), который одобрил в своей рекомендации прилежную лекторскую работу Келама в Обществе распространения политических и научных знаний ЭССР. При этом партийный историк отметил, что его подопечный за шесть лет работы в Обществе провёл почти 800 лекций, и заключил: «Товарищ Келам хорошо ориентируется в вопросах партийно-политического и международного положения, воспитывает слушателей в духе партийных принципов …»
Прохождению Келама в ряды КПСС воспрепятствовали его тогдашние коллеги из Центрального исторического архива ЭССР, которые заявили, что Келам — карьерист и ведёт себя с сослуживцами грубо.
С 1965 по 1975 был старшим редактором Эстонской советской энциклопедии.

### Диссидентскаядеятельность
Политическая деятельность Тунне Келама началась в 1972 году, когда он составил меморандум, направленный в ООН от имени двух подпольных правозащитных организаций. В меморандуме содержалось требование прекратить советскую оккупацию и восстановить Эстонскую Республику.
В дальнейшем тесно сотрудничал с руководимым Сергеем Солдатовым Эстонским Демократическим Движением. Читал лекции по разным темам для различных подпольных групп, среди которых было молодёжное движение Тарту с Юри Лина во главе.
В 1975 году под давлением КГБ был вынужден оставить должность. Был принят на работу в Государственную библиотеку Эстонской ССР им. Фр. Р. Крейцвальда старшим библиографом, откуда был уволен в 1979. После этого в 1980—1988 годах работал ночным сторожем в птицеводческом совхозе Ранна.

### Деятельность в эпохуперестройки
В 1988—1990 являлся таллинским представителем издававшегося в Тарту журнала «Акадеэмиа» (эст. «Akadeemia»), а также его редактором.
В конце 1980-х стал одним из самых заметных националистических деятелей в Эстонии. Был одним из основателей Партии Национальной Независимости Эстонии (ERSP, Eesti Rahvusliku Sõltumatuse Partei) в 1988 году и инициаторов создания Комитетов граждан Эстонии, движения за независимость Эстонии, с 1989 по 1990.
С 1990 по 1992 был председателем Комитета Эстонии, исполнительного органа Конгресса Эстонии, учредительного собрания, состязавшегося с Верховным Советом Эстонии за политическую власть в республике.

### Политик независимой Эстонии
После избрания осенью 1992 года нового парламента, Рийгикогу, стал депутатом парламента и оставался им до 2004 года, когда был избран в Европейский парламент. На выборах в Европарламент 2009 года был переизбран. Исполнял обязанности вице-спикера Рийгикогу с 1992 по 2003 год.
Тунне Келам был также последним председателем Партии Национальной Независимости Эстонии (1993—1995) и привёл эту партию к слиянию с Национальной Коалиционной Партии «Отечество», председателем которой был Март Лаар. Объединённая партия стала называться Исамаалийт («Союз Отечества»). С 2002 по 2005 Келам был её председателем. Покинул эту должность через несколько месяцев после избрания в Европейский Парламент. Единственный представитель этой партии в данном законодательном органе.
Член ряда негосударственных организаций, включая Институт прав человека (член с 1997 года), Фонд Кристлер-Ритсо (член с 1998 года) и Эстонское европейское движение (вице-президент с 1998 года).
Тунне Келам является автором двух книг.

## Награды и звания
Является почётным гражданином штата Мэриленд (США) с 1991 года и кавалером многих наград.
Вошёл в составленный в 1999 году по результатам письменного и онлайн-голосования список 100 великих деятелей Эстонии XX векаSajandi sada Eesti suurkuju / Koostanud Tiit Kändler. — Tallinn: Eesti Entsüklopeediakirjastus, 2002. — 216 lk. ISBN 998570102X.</ref>.
В 2011 году Балтийско-Американская Лига Свободы наградила Келама Премией Свободы за неустанные труды по восстановлению Эстонской независимости на рубеже 1980—1990-х годов.
Великий офицер ордена «За заслуги» (2001, Франция).

## Семья
Отец — Пеэтер Синк — художник, проповедник, в конце жизни — священник Элваского прихода ЭЕЛЦ. Мать — композитор, дирижёр и церковный музыкант Марье Синк.
Первым браком был женат на социологе Айли Келам, с которой имеет дочь.
Женат вторым браком на депутате Рийгикогу Мари-Анн Келам (в девичестве Доценко, в первом браке Риккен), родившейся в 1946 году в Германии в семье беженцев из Эстонии. С 1978 года Мари-Анн Риккен в течение восьми лет участвовала в США в акциях протеста эстонских эмигрантов против выдачи американскими властями СССР обвиняемого в преступлениях против человечности бывшего начальника тартуского концлагеря Карла Линнаса.
Брат — композитор Кулдар Синк (1942—1995).